# Changqing, Anxi
Changqing (kinesiska: 长卿) är en köping i sydöstra Kina. Den ligger i Anxi härad i staden Quanzhou i provinsen Fujian, omkring 170 kilometer sydväst om provinshuvudstaden Fuzhou. Antalet invånare är 65 648. Befolkningen består av 31 170 kvinnor och 34 478 män. Barn under 15 år utgör 20,0 %, vuxna 15-64 år 72 %, och äldre över 65 år 6,0 %. Köpingen bildades 2020 genom en ombildning av socknen Changkeng (长坑乡).